# Tēvita'Unga
Tēvita ʻUnga (c.1824 – 18 de dezembro de 1879) foi o príncipe herdeiro e primeiro-ministro de Tonga durante o reinado de Jorge Tupou I. 

## Biografia
Nascido por volta de 1824, foi filho do chefe Taufa’ahau (Jorge Tupou I) e uma de suas esposas secundária, Kalolaine Fusimatalili.  Em 1835 todo o clã de Tupou se converteu ao cristianismo, fazendo com que ‘Unga assumisse o nome de Tevita, versão tonganesa para David em homenagem ao rei bíblico Davi de Israel. No mesmo ano o rei se casou com Salote Lupepau’u e fez dela sua consorte única, deixando de lado as suas concubinas e os filhos que tinha com ela, incluindo ‘Unga.
Em sua vida adulta Tevita foi nomeado governador de Vava’u. Em 1865 o explorador britânico Julius Brenchley visitou a ilha e se encontrou com o governador ‘Unga, o descrevendo em seu diário:
”O governador é um homem muito alto e de aspecto imponente, apesar da perda de um olho, resultado de um acidente ou de um ferimento de guerra. Ele também tinha menos dois dedos, cortado como um tributo, de acordo com o costume dessas ilhas, a alguns parentes falecidos. David tem a reputação de ser um grande guerreiro e amigo da civilização; ele fala um pouco de inglês, desde que não haja nenhum missionário ao alcance da voz. Encontrei-o vestido com um pedaço de tapa, que ele me disse que trocava a cada três dias, e que cobria todo o seu corpo, exceto as pernas e os pés. Ele tem uma cama e alguns móveis antigos de fabricação europeia; a sua bandeira, igual à do pai, é vermelha, com uma cruz da mesma cor sobre fundo branco no canto superior”
Em 1862 o príncipe Vuna Takitakimālohi, filho de Jorge Tupou I e Salote Lupepau’u faleceu sem deixar descendência. Ele era o herdeiro ao trono por ser o único filho sobrevivente com Salote Lupepau’u, por este motivo o país ficou sem um herdeiro por mais de dez anos, quando em 4 de novembro de 1875 foi promulgada a primeira constituição de Tonga e ‘Unga foi declarado príncipe-herdeiro e primeiro-ministro em 1 de Janeiro de 1876, sendo o primeiro chefe de governo da história de Tonga.
Em 1879 o príncipe contraiu uma grave doença hepática. Na época o reverendo Shirley Baker chegou a acompanhá-lo numa viagem até à Nova Zelândia para que se tratasse lá. Entretanto o tratamento não surtiu efeito e ‘Unga faleceu em 18 de dezembro de 1879 em Auckland. Seu corpo foi levado por um navio de guerra alemão de volta a Tonga, onde foi feito um funeral em ‘Uiha Há’apai, que contou com a presença inclusive de soldados alemães.
Em agradecimento aos esforços pela vida do príncipe, o rei Jorge Tupou I o nomeou como primeiro-ministro de Tonga em 1881. Quanto ao cargo de herdeiro do trono, o mesmo passou para o filho de ‘Unga, ʻUelingatoni Ngū que ficou no cargo até sua morte em 1885 sem deixas descendentes. Logo depois assumiu o príncipe Nalesoni Laifone, que morreu em 1889 sem deixar herdeiros também. No mesmo ano o cargo de herdeiro passa para Siaosi, neto de ‘Unga e que assumiu o trono em 1893 como Jorge Tupou II. 

## Casamento e Descendência
O príncipe foi casado com Fifita Vava'u (1835 - 1860) e posteriormente com Teisa Palu. O primeiro casamento teve três filhos: 
- Princesa ʻElisiva Fusipala Taukiʻonetuku (18 de maio de 1850 - Setembro de 1889) foi mãe de Jorge Tupou II.
- Príncipe ʻUiliamu ʻUelingatoni Ngū Tupoumālohi (3 de agosto de 1854 - 11 de março de 1885) serviu como governador de Vava'u e Ha'apai. Foi o herdeiro ao trono entre 1879 e 1885.
- Príncipe Nalesoni Laifone (1859 - 6 de junho de 1889) serviu como herdeiro ao trono entre 1885 e 1889.